# 富義村
富義村（とみよしむら）は、かつて愛知県東加茂郡にあった村。
現在の豊田市の一部（下山地区の高野町・野原町・阿蔵町・梨野町・宇連野町・東大林町・立岩町・羽布町など）に該当する。

## 歴史
- 1875年（明治8年） - 阿蔵村、保殿村が合併し、阿蔵村となる。
- 1889年（明治22年）10月1日 - 高野村、野原村、阿蔵村、梨野村、宇連野村、吉平村、大林村、立岩村、羽布村が合併し、富義村が発足。
- 1906年（明治39年）5月1日 - 下山村、大沼村と合併し、下山村が発足。同日富義村は廃止。